# 스나이페들스네스(오흐)흐나파달시슬라
스나이페들스네스(오흐)흐나파달시슬라(아이슬란드어: Snæfellsnes- og Hnappadalssýsla)는 아이슬란드의 주이다. 이 주는 베스튀를란드 지역에 있다.